# Chamseddine Dhaouadi
Chamseddine Dhaouadi (Tunis, 16 de janeiro de 1987) é um futebolista profissional tunisiano que atua como defensor.

## Carreira
Chamseddine Dhaouadi representou o elenco da Seleção Tunisiana de Futebol no Campeonato Africano das Nações de 2017.